# Jugendchor Gloria
Der moldauische Jugendchor Gloria (rumänisch: Corul Gloria al Colegiului de Muzica „Ştefan Neaga”) wurde 1945 als Teil des Kischinauer Musikgymnasiums (das den Namen von Stepan Njaga trägt) gegründet. 
Er besteht aus Studierenden des Chorleitungslehrganges am Gymnasium. Das Repertoire des Chores ist sehr umfangreich und beinhaltet Chormusik vom 6. bis 20. Jahrhundert. Bei diversen Wettbewerben gewann Gloria in den letzten Jahren erste und zweite Preise. So zum Beispiel 1999 in Warna, Bulgarien, 2000 in Vitoria, Spanien, 2001 in Tours, Frankreich und in Cantonigros, Spanien. 2002 und 2003 nahm Gloria an Wettbewerben in Tolosa/Spanien, Hainovka/Polen und Chișinău teil. 2004 ist der Chor Teilnehmer des EJCFs in Basel.
Das Dirigat hat Valentin Budilevschi inne, welcher während vieler Jahre bereits den Chor Lia Ciocirlia leitete, der in der ehemaligen UdSSR großes Ansehen genoss. Zurzeit ist Valentin Budilevschi nicht nur Chorleiter des Jugendchores Gloria, sondern auch Leiter des Chores des Moldauischen Rundfunks.
Siehe auch: Liste von Chören